# Geomys knoxjonesi
Espèce
Statut de conservation UICN

 LC  : Préoccupation mineure
Geomys knoxjonesi est une espèce de rongeurs de la famille des Géomyidés qui rassemble des gaufres ou rats à poche, c'est-à-dire à abajoues. C'est un petit mammifère endémique des États-Unis où il est présent au Texas et au Nouveau-Mexique.
L'espèce a été décrite pour la première fois en 1975 par Robert J. Baker et Hugh H. Genoways, deux mammalogistes américains.  